# Pomeni imen asteroidov: 12001–13000
Pregled pomenov imen asteroidov (malih planetov) od številke 12001 do 13000, ki jim je Središče za male planete dodelilo številko in so pozneje dobili tudi uradno ime  v skladu z dogovorjenim načinom imenovanja. Pregled je preverjen z Schmadelovim “Slovarjem imen malih planetov” (“Dictionary of Minor Planet Names”). Izvor nekaterih imen je pojasnjen tudi v Okrožnicah centra za male planete (“Minor Planet Circulars” ali MPC). Kadar se pojasnilo najde tudi v reviji “Nebo in teleskop” (Sky and Telescope) (S&T), je to navedeno. 
Pregled pojasnjuje izvor oziroma pomen imen asteroidov, ki ga je priznala Mednarodna astronomska zveza (IAU). Nekateri asteroidi imajo imajo dodatno pojasnilo o izvoru imena, ki pa vedno ni popolnoma zanesljivo (oznaka “†” ali “‡“). Pojasnilo o izvoru imena, ki je označeno z * je potrebno preveriti ali poiskati še v “Slovarju imen malih planetov”.
| Ime                   | Začasna oznaka | Izvor imena |
| 12001–12100           | 12001–12100    | 12001–12100 |
| --------------------- | -------------- | --- |
| 12001 Gasbarini       | 1996 ED9       | Ron Gasbarini, kanadski ljubiteljski astronom † Arhivirano 2005-08-29 na Wayback Machine. |
| 12002 Suess           | 1996 FR1       | Franz Eduard Suess, avstrijski geolog † Arhivirano 2007-08-22 na Wayback Machine. |
| 12003 Hideosugai      | 1996 FM5       | * |
| 12005 Delgiudice      | 1996 KA3       | Maria del Giudice, prijateljica in sedaj žena enega izmed skupine odkriteljev Franka Shellyja http://ssd.jpl.nasa.gov/sbdb.cgi?sstr=12005 †] |
| 12007 Fermat          | 1996 TD7       | Pierre de Fermat (601 – 1665), francoski matematik* |
| 12008 Kandrup         | 1996 TY9       | Henry Kandrup (1955 – 2003), ameriški astrofizik* |
| 12012 Kitahiroshima   | 1996 VH8       | * |
| 12013 Sibatahosimi    | 1996 VU8       | * |
| 12014 Bobhawkes       | 1996 VX15      | Robert (Bob) Lewis Hawkes, kanadski fizik † Arhivirano 2005-08-29 na Wayback Machine. ‡ Arhivirano 2006-08-25 na Wayback Machine. |
| 12016 Green           | 1996 XC        | George Green (1793 – 1841), britanski matematik in znanstvenik * |
| 12022 Hilbert         | 1996 XH26      | David Hilbert (1862 – 1943), nemški matematik* |
| 12032 Ivory           | 1997 BP5       | James Ivory (1765 – 1842), škotski matematik* |
| 12033 Anselmo         | 1997 BD9       | Luciano Anselmo, italijanski astronom* |
| 12035 Ruggieri        | 1997 CP13      | Guido Ruggieri, italijanski ljubiteljski astronom † |
| 12040 Jacobi          | 1997 EK8       | Carl Gustav Jakob Jacobi (1804 – 1851), nemški matematik* |
| 12042 Laques          | 1997 FC        | Pierre Laques, francoski astronom* |
| 12044 Fabbri          | 1997 FU        | * |
| 12045 Klein           | 1997 FH1       | Felix Klein (1849 – 1925), nemški matematik* |
| 12047 Hideomitani     | 1997 GX3       | * |
| 12050 Humecronyn      | 1997 HE14      | Hume Blake Cronyn, kanadski poslovnež in politik † Arhivirano 2005-08-29 na Wayback Machine. |
| 12051 Pícha           | 1997 JO        | Jaroslav Pícha, češki meteorolog in ljubiteljski astronom † Arhivirano 2007-06-09 na Wayback Machine. |
| 12052 Aretaon         | 1997 JB16      | * |
| 12053 Turtlestar      | 1997 PK2       | Observatorij Turtle Star, Mülheim Ruhr, Nemčija † ‡ |
| 12056 Yoshigeru       | 1997 YS11      | * |
| 12057 Alfredsturm     | 1998 DK1       | Alfred Sturm skupaj z Martinom Geffertom ustanovitelj Observatorija Starkenburg (Starkenburg-Sternwarte) v Heppenheimu, Nemčija † ‡ |
| 12061 Alena           | 1998 FQ2       | * |
| 12064 Guiraudon       | 1998 FZ15      | * |
| 12065 Jaworski        | 1998 FA33      | * |
| 12067 Jeter           | 1998 FH42      | * |
| 12068 Khandrika       | 1998 FZ53      | Harish Gautam Khandrika, ameriški zmagovalec na Intelovem Mednarodnem znanstvenem in inženirskem sejmu leta 2002 (International Science and Engineering Fair ali ISEF) † ‡ Arhivirano 2009-02-08 na Wayback Machine. |
| 12070 Kilkis          | 1998 FK63      | Siir Sirinyasam Kilkis, ameriški zmagovalec na Intelovem Mednarodnem znanstvenem in inženirskem sejmu leta 2002 (International Science and Engineering Fair ali ISEF) † Arhivirano 2009-02-08 na Wayback Machine.* |
| 12071 Davykim         | 1998 FV63      | Davy Kim, ameriški finalist na Intelovem Mednarodnem znanstvenem in inženirskem sejmu leta 2002 (International Science and Engineering Fair ali ISEF), † Arhivirano 2009-02-08 na Wayback Machine.* |
| 12072 Anupamakotha    | 1998 FA65      | Anupama Kotha, v Indiji rojen ameriški zmagovalec na Intelovem Mednarodnem znanstvenem in inženirskem sejmu leta 2002 (International Science and Engineering Fair ali ISEF) in v letu 2002/2003 na Intelovem iskanje znanstvenih talentov (ISTS) † Arhivirano 2008-10-14 na Wayback Machine. ‡ Arhivirano 2009-02-08 na Wayback Machine.* |
| 12073 Larimer         | 1998 FD66      | * |
| 12074 Carolinelau     | 1998 FZ68      | Caroline Laurens deSaussure, ameriški polfinalistka leta 2005 na Izzivu mladih znanstvenikov kanala Discovery (Discovery Channel Young Scientist Challenge ali DCYSC) † Arhivirano 2007-09-27 na Wayback Machine.* |
| 12075 Legg            | 1998 FX69      | Tiffany Amelia Legg, ameriška zmagovalec na Intelovem Mednarodnem znanstvenem in inženirskem sejmu leta 2005 (International Science and Engineering Fair ali ISEF) † Arhivirano 2012-07-10 na Wayback Machine.* |
| 12079 Kaibab          | 1998 FZ73      | * |
| 12084 Uno             | 1998 FL125     | Juza Uno (znan tudi kot Sano Šoiči), japonski pisec znanstvene fantastike in misterijev † |
| 12086 Joshualevine    | 1998 HC22      | Joshua Adam Levine, ameriški zmagovalec na Intelovem Mednarodnem znanstvenem in inženirskem sejmu leta 2005 (International Science and Engineering Fair ali ISEF) † Arhivirano 2010-07-07 na Wayback Machine. * |
| 12087 Tiffanylin      | 1998 HB30      | * |
| 12088 Macalintal      | 1998 HZ31      | Jeric Valles Macalintal, filipinski zmagovalec na Intelovem Mednarodnem znanstvenem in inženirskem sejmu leta 2002 (International Science and Engineering Fair ali ISEF) † Arhivirano 2006-10-21 na Wayback Machine. ‡ + |
| 12089 Maichin         | 1998 HO35      | Diana Marie Maichin, ameriški zmagovalec na Intelovem Mednarodnem znanstvenem in inženirskem sejmu leta 2002 (International Science and Engineering Fair ali ISEF) † Arhivirano 2009-02-08 na Wayback Machine.* |
| 12091 Jesmalmquist    | 1998 HS96      | Eric Ragnarson Malmquist, ameriški zmagovalec na Intelovem Mednarodnem znanstvenem in inženirskem sejmu leta 2005 (International Science and Engineering Fair ali ISEF) † Arhivirano 2012-07-10 na Wayback Machine.* |
| 12093 Chrimatthews    | 1998 HF99      | Christina Marie Matthews, ameriška zmagovalka na Intelovem Mednarodnem znanstvenem in inženirskem sejmu leta 2001 (International Science and Engineering Fair ali ISEF) † Arhivirano 2009-02-07 na Wayback Machine.* |
| 12094 Mazumder        | 1998 HX99      | Mark Mohan Mazumder, ameriški zmagovalec na Intelovem Mednarodnem znanstvenem in inženirskem sejmu leta 2001, 2002 in 2003 (International Science and Engineering Fair ali ISEF) † Arhivirano 2009-02-08 na Wayback Machine.* |
| 12099 Meigooni        | 1998 HQ124     | David Nima Meigooni, ameriški zmagovalec na Intelovem Mednarodnem znanstvenem in inženirskem sejmu leta 2002 in 2004 (International Science and Engineering Fair ali ISEF) † Arhivirano 2009-02-08 na Wayback Machine.* |
| 12101–12200           |                | |
| 12101 Trujillo        | 1998 JX2       | Chadwick Aaron Trujillo, ameriški astronom?* |
| 12104 Chesley         | 1998 KO6       | Steven Ross Chesley, ameriški astronom* |
| 12106 Menghuan        | 1998 KQ31      | * |
| 12111 Ulm             | 1998 LU        | * |
| 12113 Hollows         | 1998 OH12      | * |
| 12117 Meagmessina     | 1999 JT60      | * |
| 12118 Mirotsin        | 1999 NC9       | Jauhen Adolfovič Mirotsin, beloruski zmagovalec na Intelovem Mednarodnem znanstvenem in inženirskem sejmu leta 2002 (International Science and Engineering Fair ali ISEF) † Arhivirano 2009-02-10 na Wayback Machine.* |
| 12119 Memamis         | 1999 NG9       | * |
| 12125 Jamesjones      | 1999 RS4       | James Jones, kanadski astronom † Arhivirano 2005-08-29 na Wayback Machine. |
| 12127 Mamiya          | 1999 RD37      | * |
| 12128 Palermiti       | 1999 RP43      | * |
| 12130 Mousa           | 1999 RD146     | Ahmed in Sarah Shaker Mousa, ameriški zmagovalca na Intelovem Mednarodnem znanstvenem in inženirskem sejmu leta 2000-2006 (International Science and Engineering Fair ali ISEF) † Arhivirano 2009-02-10 na Wayback Machine. * |
| 12131 Echternach      | 2085 P-L       | Eddy Echternach, nizozemski pisatelj in popularizator astronomije † |
| 12132 Wimfröger       | 2103 P-L       | Willem Albertus Fröger, nizozemsko-argentinski ljubiteljski astronom † |
| 12133 Titulaer        | 2558 P-L       | Chriet Titulaer, nizozemski znanstveni pisatelj in astronom, soavtor (skupaj z Henkom Terlingenom) nizozemskega televizijskega prenosa pristanka Apolla na Luni † |
| 12134 Hansfriedeman   | 2574 P-L       | Johannes Lambertus Maria ("Hans") Friedeman, nizozemski časnikar in vesoljski navdušenec † |
| 12135 Terlingen       | 3021 P-L       | Henk Terlingen, nizozemski časnikar, soavtor (skupaj z Chrietom Titulaerjem) nizozemskega televizijskega prenosa pristanka Apolla na Luni † |
| 12136 Martinryle      | 3045 P-L       | Martin Ryle (1918 – 1984), britanski astrofizik in radioastronom, izumitelj aperturne sinteze pri interferometriji † |
| 12137 Williefowler    | 4004 P-L       | William Alfred Fowler (1911 – 1995), ameriški jedrski astrofizik † |
| 12138 Olinwilson      | 4053 P-L       | Olin Chaddock Wilson (1909 – 1994), ameriški astronom, soodkritelj (skupaj z Manalijem Kallat Vainu Bappujem) pojava Wilson-Bappu † |
| 12139 Tomcowling      | 4055 P-L       | Thomas G. Cowling (1906 – 1990), britanski astrofizik † |
| 12140 Johnbolton      | 4087 P-L       | John G. Bolton (1922 – 1993), avstralski začetnik na področju radioastronomije † |
| 12141 Čušajaši        | 4112 P-L       | Čuširo Hajaši, japonski astrofizik † |
| 12142 Franklow        | 4624 P-L       | Frank James Low, ameriški fizik in strokovnjak na področju infrardeče astronomije , izumitelj bolometra, ki je dopiran z galijem † |
| 12143 Harwit          | 4631 P-L       | Martin O. Harwit, češko-ameriški astrofizik in strokovnjak na področju infrardeče astronomije, direktor (1987–1995) Smitsonove inštitucije Nacionalnega letalskega in vesoljskega muzeja † |
| 12150 De Ruyter       | 1051 T-1       | Michiel Adriaenszoon de Ruyter (1607 – 1676), nizozemski admiral † |
| 12164 Lowellgreen     | 3067 T-2       | Lowell Green, kanadski radijski voditelj * |
| 12165 Ringleb         | 3289 T-2       | Peter Ringleb, nemški nevrolog, član skupine, ki je skrbela za drugega odkritelja † |
| 12166 Oliverherrmann  | 3372 T-2       | Oliver Herrmann, nemški nevrolog, član skupine, ki je skrbela za drugega odkritelja † |
| 12167 Olivermüller    | 4306 T-2       | Oliver Müller, nemški kardiolog, član skupine, ki je skrbela za drugega odkritelja † |
| 12168 Polko           | 5141 T-2       | Norbert Polko, nemški astronomski asistent † |
| 12169 Munsterman      | 2031 T-3       | Henk Munsterman, nizozemski ljubiteljski astrofotograf † |
| 12182 Storm           | 1973 UQ5       | Theodor Storm, frizijski pesnik in romanopisec * |
| 12185 Gasprinskij     | 1976 SL5       | İsmail Gaspinskij (1851 – 1914), krimski Tatar, časnikar in pisatelj, vzgojitelj in reformator * |
| 12186 Mitukurigen     | 1977 ER5       | * |
| 12187 Lenagoryunova   | 1977 RL7       | * |
| 12189 Dovgyj          | 1978 RQ1       | * |
| 12190 Sarkisov        | 1978 SE5       | * |
| 12191 Vorontsova      | 1978 TT8       | * |
| 12197 Jan-Otto        | 1980 FR2       | Jan-Otto Carlsson, švedski profesor anorganske kemije na Univerzi v Uppsali † |
| 12199 Sohlman         | 1980 TK6       | * |
| 12201–12300           |                | |
| 12211 Arnoschmidt     | 1981 KJ        | Arno Schmidt, nemški romanopisec * |
| 12214 Miroshnikov     | 1981 RF2       | * |
| 12218 Fleischer       | 1982 RK        | * |
| 12219 Grigor'ev       | 1982 SC8       | Mihail Grigorjevič Grigorjev, ruski vodja (1957–1962) izstreljevanja na kozmodromu Pletersk † |
| 12220 Semenchur       | 1982 UD6       | Semen Ivanovič Čurjumov, ukrajinski doctor filozofije in socionike, višji predavatelj na oddelku matematike na Kijevski nacionalni letalski univerzi † |
| 12221 Ogatakoan       | 1982 VS2       | * |
| 12222 Perotto         | 1982 WA        | Pier Giorgio Perotto, italijanski finženir elektronike |
| 12223 Hoskin          | 1983 TX        | Michael Anthony Hoskin, britanski zgodovinar astronomije * |
| 12224 Jimcornell      | 1984 UN2       | James Cornell, ameriški astronom* |
| 12225 Yanfernández    | 1985 PQ        | Yanga Rolando Fernández, kanadski astronom † Arhivirano 2005-08-29 na Wayback Machine. ‡ Arhivirano 2006-09-04 na Wayback Machine. |
| 12226 Caseylisse      | 1985 TN        | Casey Lisse (Carey Michael Lisse), ameriški astronom † Arhivirano 2009-08-13 na Wayback Machine. ‡ Arhivirano 2006-09-04 na Wayback Machine. |
| 12227 Penney          | 1985 TO3       | * |
| 12234 Shkuratov       | 1986 RP2       | Jurij G. Škuratov, ukrajinski direktor Inštituta za astronomijo na Nacionalni univerzi v Harkovu (ukrajinsko Харківський національний університет імені В. Н. Каразіна; rusko Харьковский национальный университет имени В. Н. Каразина) †                                                                                                |
| 12235 Imranakperov    | 1986 RB12      | Imran Gurru ogly Akperov, rektor Mednarodnega bančnega inštituta v Sankt Peterburgu, Rusija* |
| 12237 Coughlin        | 1987 HE        | Thomas B. Coughlin, član programa NEAR (Near Earth Asteroid Rendezvous ) in programski vodja Laboratorija za uporabno fiziko (Applied Physics Laboratory) pri Univerzi Johnsa Hopkinsa* |
| 12238 Actor           | 1987 YU1       | * |
| 12239 Carolinakou     | 1988 CN4       | * |
| 12240 Droste-Hülshoff | 1988 PG2       | Annette von Droste-Hülshoff (1797 – 1848), nemška pisateljica in pesnica * |
| 12241 Lefort          | 1988 PQ2       | * |
| 12242 Koon            | 1988 QY        | * |
| 12244 Werfel          | 1988 RY2       | Franz Werfel (1890 – 1945), češki pesnik* |
| 12252 Gwangju         | 1988 VT1       | * |
| 12257 Lassine         | 1989 GL4       | * |
| 12258 Oscarwilde      | 1989 GN4       | Oscar Wilde (1854 – 1900), irski dramatik, pesnik in pisatelj * |
| 12259 Szukalski       | 1989 SZ1       | * |
| 12261 Ledouanier      | 1989 TY4       | Henri Rousseau (1844 – 1910), francoski postimpresionistični slikar, vzdevek "Le Douanier" ("carinik")* |
| 12262 Nishio          | 1989 UL        | * |
| 12267 Denneau         | 1990 KN1       | Larry Denneau, ameriški inženir softwara pri programu Sistem obdelave pri gibajočih se objektih (Moving Object Processing System) v okviru planiranega astronomskega nadzora s pomočjo sistema Pan-STARRS (Panoramic Survey Telescope And Rapid Response system oziroma Teleskopi s panoramskim obzorjem in sistem hitrega odziva) †      |
| 12270 Bozar           | 1990 QR9       | * |
| 12272 Geddylee        | 1990 SZ3       | Geddy Lee (Gary Lee Weinrib), kanadski basist, vokalist ter igralec na inštrumente s tipkami v skupini Rush † |
| 12275 Marcelgoffin    | 1990 VS5       | * |
| 12278 Kisohinoki      | 1990 WQ2       | ciprese Kiso, ( japonsko \|Kiso hinoki), ki so se na Japonskem uporabljale kot gradbeni material v obdobju Era † |
| 12279 Laon            | 1990 WP4       | * |
| 12280 Reims           | 1990 WS4       | mesto Reims, Francija * |
| 12281 Chaumont        | 1990 WA5       | večje število mest z imenom Chaumont, Francija* |
| 12282 Crombecq        | 1991 BV1       | * |
| 12284 Pohl            | 1991 FP        | Frederik Pohl (rojen 1919), ameriški pisatelj † Arhivirano 2008-07-20 na Wayback Machine. |
| 12287 Langres         | 1991 GH5       | * |
| 12288 Verdun          | 1991 GC6       | mesto Verdun, Francija * |
| 12289 Carnot          | 1991 GP7       | Nicolas Léonard Sadi Carnot (1796 – 1832), francoski matematik* |
| 12291 Gohnaumann      | 1991 LJ2       | Gottfried Naumann (Gottfried Otto Helmut Naumann), nemški oftalmolog * |
| 12292 Dalton          | 1991 LK2       | John Dalton (1766 – 1844), britanski fizik in kemik * |
| 12294 Avogadro        | 1991 PQ2       | Amedeo Avogadro (1776 – 1856), italijanski znanstvenik * |
| 12295 Tasso           | 1991 PE3       | * |
| 12298 Brecht          | 1991 PL17      | Bertolt Brecht (1898 – 1956), nemški dranmatik, pesnik in gledališki delavec * |
| 12301–12400           |                | |
| 12301 Eötvös          | 1991 RR12      | Loránd Eötvös (1848 – 1947), madžarski fizik* |
| 12306 Pebronstein     | 1991 TM14      | * |
| 12309 Tommygrav       | 1992 DD3       | Tommy Grav, norveški astronom † |
| 12310 Londontario     | 1992 DE4       | London, Kanada* |
| 12317 Madicampbell    | 1992 HH1       | Margaret Diane Campbell, kanadska astronomka † Arhivirano 2005-08-29 na Wayback Machine. ‡ Arhivirano 2006-08-25 na Wayback Machine. |
| 12318 Kästner         | 1992 HD7       | Erich Kästner (1899 – 1974), nemški pisatelj * |
| 12320 Loschmidt       | 1992 PH1       | Johann Josef Loschmidt (1821 – 1895), avstrijski fizik in kemik* |
| 12321 Zurakowski      | 1992 PZ1       | Paul Zurakowski, instruktor za izdelavo teleskopov in direktor Centra Chabot * |
| 12323 Häckel          | 1992 RX        | Ernst Heinrich Philipp August (von) Haeckel (1834 – 1919), nemški biolog in filozof * |
| 12324 Van Rompaey     | 1992 RS3       | Pierre Van Rompaey, belgijski arhitekt † |
| 12326 Širasaki        | 1992 SF        | Šuiči Širasaki, japonski anasteziolog in finalist v japonskem izboru kandidatov za kozmonavte v letu 1999 † |
| 12327 Terbrüggen      | 1992 SX1       | * |
| 12329 Liebermann      | 1992 SR23      | * |
| 12339 Carloo          | 1992 YW1       | * |
| 12340 Stalle          | 1992 YJ2       | * |
| 12341 Calevoet        | 1993 BN4       | * |
| 12342 Kudohmichiko    | 1993 BL12      | * |
| 12343 Martinbeech     | 1993 DT1       | Martin Beech, britansko-kanadski astronom † Arhivirano 2005-08-29 na Wayback Machine. |
| 12350 Feuchtwanger    | 1993 HA6       | Lion Feuchtwanger (1884 – 1958), nemški romanopisec* |
| 12352 Jepejacobsen    | 1993 OX6       | Jens Peter Jacobsen (1847 – 1885), danski romanopisec* |
| 12354 Hemmerechts     | 1993 QD3       | Kristien Hemmerechts, belgijski pisatelj * |
| 12356 Carlscheele     | 1993 RM14      | Carl Wilhelm Scheele (1742 – 1786), švedski kemik* |
| 12357 Toyako          | 1993 ST1       | jezero Toya (v "Toyako"), del nacionalni park Šikotsu-Toja na Hokaidu † |
| 12359 Cajigal         | 1993 SN3       | Observatorij Cajigal v Caracasu, Venezuela ali Juan Manuel Cajigal, venezuelski matematik * |
| 12360 Unilandes       | 1993 SQ3       | * |
| 12362 Mumurik         | 1993 TS1       | Mumurik Keiko Juharo, japonski slikar in ilustrator, njegovi posterji so bili na Japonski mednarodni vesoljski postaji in na misiji STS-123 † |
| 12363 Marinmarais     | 1993 TA24      | Marin Marais (1656 – 1728), francoski glasbenik * |
| 12364 Asadagouryu     | 1993 XQ1       | * |
| 12365 Yoshitoki       | 1993 YD        | * |
| 12366 Luisapla        | 1994 CD8       | Luisa Pla, špansko-venezuelska učiteljica francoščine, soustanoviteljica (s svojim soprogom Manuelom Sanchezom Jordanom) Visoke šole Lope de Vega v Valenciji, ustanoviteljica Oddelka za španske študije na Univerzi Carabobo (La Universidad de Carabobo) †                                                                             |
| 12367 Ourinhos        | 1994 CN8       | občina Ourinhos v državi Saõ Paulo, Brazilija † |
| 12368 Mutsaers        | 1994 CM11      | Charlotte Mutsaers, nizozemski pisatelj † |
| 12369 Pirandello      | 1994 CJ16      | Luigi Pirandello, italijanski dramatic in romanopisec* |
| 12370 Kagejasu        | 1994 GB9       | Takahaši Kagejasu, japonski astronom in geograf † |
| 12372 Kagesuke        | 1994 JF        | * |
| 12373 Lancearmstrong  | 1994 JE9       | Lance Armstrong (rojen 1971), ameriški kolesar * |
| 12374 Rakhat          | 1994 JG9       | * |
| 12379 Thulin          | 1994 PQ11      | * |
| 12380 Sciascia        | 1994 PB14      | * |
| 12381 Hugoclaus       | 1994 PH30      | Hugo Claus, belgijski pisatelj * |
| 12382 Niagara Falls   | 1994 SO5       | Niagarski slapovi † Arhivirano 2005-08-29 na Wayback Machine. |
| 12384 Luigimartella   | 1994 TC2       | * |
| 12386 Nikolova        | 1994 UK5       | Simona Rumenova Nikolova, bolgarsko-kanadska astronomka † Arhivirano 2005-08-29 na Wayback Machine. |
| 12391 Ecoadachi       | 1994 WE2       | posebno področje Adači, eno izmed 23 območij Tokiu, ki je znano po okoljevarstvu † |
| 12395 Richnelson      | 1995 CD2       | Richard Nelson, ameriški astrofizik † |
| 12397 Peterbrown      | 1995 FV14      | Peter Brown, kanadski astronom † Arhivirano 2005-08-29 na Wayback Machine. ‡ Arhivirano 2006-08-25 na Wayback Machine. |
| 12398 Pickhardt       | 1995 KJ3       | Wilhelm Pickhardt, nemški geolog |
| 12399 Bartolini       | 1995 OD        | Corrado Bartolini, profesor astronomije na Univerzi v Bologni † |
| 12400 Katumaru        | 1995 OA1       | * |
| 12401–12500           |                | |
| 12401 Tucholsky       | 1995 OG10      | Kurt Tucholsky, nemški pisatelj in satiric * |
| 12405 Nespoli         | 1995 RK        | Paolo Angelo Nespoli, astronavt na italijanski misiji † |
| 12406 Zvíkov          | 1995 SZ1       | grad Zvíkov, Češka † |
| 12407 Riccardi        | 1995 SC2       | * |
| 12408 Fujioka         | 1995 SP2       | * |
| 12409 Bukovanská      | 1995 SL3       | Marcela Bukovanská, češki raziskovalec meteoritov † |
| 12414 Bure            | 1995 SR29      | Pavel Bure, igralec hokeja na ledu † |
| 12415 Vakatatakajo    | 1995 SW52      | Takajo Vakata, mati japonskega astronavta Koiči Vakate † |
| 12418 Tongling        | 1995 UX2       | mesto Tongling v provinci Anhui, Ljudska republika Kitajska |
| 12421 Zhenya          | 1995 UH5       | * |
| 12423 Slotin          | 1995 UQ16      | Louis Slotin, kanadski fizik in kemik † Arhivirano 2005-08-29 na Wayback Machine. |
| 12426 Racquetball     | 1995 VL2       | vrsta športa z loparji * |
| 12431 Webster         | 1995 YY10      | Alan Reginald Webster, britansko-kanadski inženir † Arhivirano 2005-08-29 na Wayback Machine. |
| 12433 Barbieri        | 1996 AF4       | Cesare Barbieri, italijanski astronom* |
| 12437 Westlane        | 1996 BN6       | Srednja šola Westlane, Niagarski slapovi, Kanada † Arhivirano 2005-08-29 na Wayback Machine. |
| 12439 Okasaki         | 1996 CA3       | * |
| 12442 Beltramemass    | 1996 DO1       | * |
| 12443 Paulsydney      | 1996 EQ2       | * |
| 12444 Prothoon        | 1996 GE19      | * |
| 12445 Sirataka        | 1996 HE2       | * |
| 12446 Juliabryant     | 1996 PZ6       | * |
| 12447 Yatescup        | 1996 XA12      | Yates Cup, kanadska športna nagrada † Arhivirano 2005-08-29 na Wayback Machine. |
| 12448 Mr. Tompkins    | 1996 XW18      | Mr. Tompkins, oseba iz knjige Georga Gamowa † |
| 12460 Mando           | 1997 AF5       | * |
| 12464 Manhattan       | 1997 AH8       | otok Manhattan, New York, ZDA* |
| 12465 Perth Amboy     | 1997 AD10      | Perth Amboy, ZDA* |
| 12468 Zachotín        | 1997 AE18      | kraj Zachotín, Češka † Arhivirano 2011-05-25 na Wayback Machine. |
| 12470 Pinotti         | 1997 BC9       | * |
| 12471 Larryscherr     | 1997 CZ6       | * |
| 12472 Samadhi         | 1997 CW11      | * |
| 12473 Levi-Civita     | 1997 CM19      | Tullio Levi-Civita, italijanski matematik* |
| 12477 Haiku           | 1997 EY20      | Haiku, japonska pesniška oblika |
| 12478 Suzukiseiji     | 1997 EX25      | * |
| 12479 Ohshimaosamu    | 1997 EG27      | * |
| 12481 Streuvels       | 1997 EW47      | Stijn Streuvels (1871 – 1969), flamski pisatelj † Arhivirano 2007-06-30 na Wayback Machine. |
| 12482 Pajka           | 1997 FG1       | Paula Pravdová † Arhivirano 2008-01-12 na Wayback Machine. |
| 12485 Jenniferharris  | 1997 GO1       | * |
| 12490 Leiden          | 1997 JB13      | mesto Leiden, Nizozemska, sedež Univerze v Leidenu † |
| 12491 Musschenbroek   | 1997 JE15      | Pieter van Musschenbroek (1692 – 1761), nizozemski znanstvenik, izumitelj Leydenske steklenice † |
| 12492 Tanais          | 1997 JP16      | Tanais, starogrško ime za reko Don † |
| 12493 Minkowski       | 1997 PM1       | Hermann Minkowski (1864 – 1909), nemški matematik* |
| 12494 Doughamilton    | 1998 DH11      | Douglas Peary Hamilton, ameriški astronom † Arhivirano 2006-09-04 na Wayback Machine. |
| 12496 Ekholm          | 1998 FF9       | Andreas Ekholm, astronom, deluje v Lunarnem in planetarnem laboratoriju Univerze v Arizoni * |
| 12498 Dragesco        | 1998 FY14      | Jean Dragesco, v Romuniji rojen francoski astronom † |
| 12500 Desngai         | 1998 FB49      | Desmond Ngai, kanadski zmagovalec na Intelovem Mednarodnem znanstvenem in inženirskem sejmu leta 2002 (International Science and Engineering Fair ali ISEF) † Arhivirano 2009-02-10 na Wayback Machine.* |
| 12501–12600           |                | |
| 12501 Nord            | 1998 FL66      | * |
| 12504 Nuest           | 1998 FS75      | Jennifer Elizabeth Nuest, ameriška zmagovalka na Intelovem Mednarodnem znanstvenem in inženirskem sejmu leta 2002 (International Science and Engineering Fair ali ISEF) (ISEF) † Arhivirano 2009-02-10 na Wayback Machine.* |
| 12506 Pariser         | 1998 FR108     | * |
| 12509 Pathak          | 1998 FY117     | * |
| 12511 Patil           | 1998 FQ121     | * |
| 12513 Niven           | 1998 HC20      | Ivan Morton Niven (1915 – 1999), kanadsko-ameriški matematik † Arhivirano 2005-08-29 na Wayback Machine. |
| 12514 Schommer        | 1998 HM26      | Robert Schommer (1946 – 2001), ameriški astrofizik |
| 12515 Suiseki         | 1998 HE43      | * |
| 12517 Grayzeck        | 1998 HD52      | Edwin John Grayzeck, ameriški astronom, vodja arhiva, Oddelek za astronomijo na Univerzi v Marylandu, College Park † Arhivirano 2006-09-04 na Wayback Machine. |
| 12519 Pullen          | 1998 HH55      | * |
| 12522 Rara            | 1998 HL99      | Prem Vilas Fortran M. Rara, filipinski zmagovalec na Intelovem Mednarodnem znanstvenem in inženirskem sejmu leta 2002 (International Science and Engineering Fair ali ISEF) † Arhivirano 2006-10-21 na Wayback Machine. ‡ + |
| 12524 Conscience      | 1998 HG103     | † Arhivirano 2007-06-30 na Wayback Machine.* |
| 12526 de Coninck      | 1998 HZ147     | Herman de Coninck (1944 – 1997), flamski pisatelj in pesnik * |
| 12527 Anneraugh       | 1998 JE3       | Anne C. Raugh, ameriški astronom † Arhivirano 2006-09-04 na Wayback Machine. |
| 12529 Reighard        | 1998 KG41      | * |
| 12530 Richardson      | 1998 KO46      | * |
| 12533 Edmond          | 1998 LA        | * |
| 12534 Janhoet         | 1998 LB3       | Jan Hoet, ustanovitelj Muzeja sodobne umetnosti (Stedelijk Museum voor Actuele Kunst ali SMAK)) v Gentu in umetniški direktor Muzeja Marta v Herfordu, Nemčija * |
| 12537 Kendriddle      | 1998 MT34      | * |
| 12539 Chaikin         | 1998 OP2       | Andrew Chaikin, pisatelj, ki piše o vesoljskih raziskavah * |
| 12540 Picander        | 1998 OU9       | * |
| 12542 Laver           | 1998 PN1       | * |
| 12548 Erinriley       | 1998 QJ25      | * |
| 12553 Aaronritter     | 1998 QZ46      | * |
| 12556 Kyrobinson      | 1998 QG48      | * |
| 12557 Caracol         | 1998 QQ54      | starodavno mesto Majev Caracol* |
| 12561 Howard          | 1998 SX7       | * |
| 12562 Briangrazer     | 1998 SP36      | * |
| 12565 Khege           | 1998 SV53      | * |
| 12566 Derichardson    | 1998 SH54      | Derek Charles Richardson, kanadski astrofizik † Arhivirano 2005-08-29 na Wayback Machine. ‡ Arhivirano 2006-09-04 na Wayback Machine. |
| 12567 Herreweghe      | 1998 SU71      | Philippe Herreweghe, belgijski dirigent * |
| 12568 Kuffner         | 1998 VB5       | Moriz von Kuffner, avstrijski pivovarnar, alpinist in ustanovitelj Observatorija Kuffner, Dunaj † |
| 12572 Sadegh          | 1999 NN8       | * |
| 12574 LONEOS          | 1999 RT        | kratica za Lowell Observatory Near-Earth-Object Search (LONEOS) |
| 12575 Palmaria        | 1999 RH1       | * |
| 12576 Oresme          | 1999 RP1       | Nicole Oresme (1323 – 1382), francoski filozof* |
| 12577 Samra           | 1999 RA13      | * |
| 12578 Bensaur         | 1999 RF17      | * |
| 12579 Ceva            | 1999 RA28      | * |
| 12580 Antonini        | 1999 RM33      | * |
| 12583 Buckjean        | 1999 RC35      | * |
| 12585 Katschwarz      | 1999 RN64      | * |
| 12593 Shashlov        | 1999 RQ136     | * |
| 12595 Amandashaw      | 1999 RD149     | Amanda Bryce Shaw, ameriška zmagovalka na Intelovem Mednarodnem znanstvenem in inženirskem sejmu leta 2002 (International Science and Engineering Fair ali ISEF) * |
| 12596 Shukla          | 1999 RT154     | Nikhil Atul Shukla, ameriški zmagovalec na Intelovem Mednarodnem znanstvenem in inženirskem sejmu leta 2002 (International Science and Engineering Fair ali ISEF) * |
| 12598 Sierra          | 1999 RC159     | * |
| 12599 Singhal         | 1999 RT160     | Akshat Singhal, indijski zmagovalec na Intelovem Mednarodnem znanstvenem in inženirskem sejmu leta 2002 (International Science and Engineering Fair ali ISEF) * |
| 12601–12700           |                | |
| 12601 Tiffanyswann    | 1999 RO178     | Tiffany Nichole Swann, ameriški zmagovalec na Intelovem Mednarodnem znanstvenem in inženirskem sejmu leta 2002 (International Science and Engineering Fair ali ISEF) * |
| 12602 Tammytam        | 1999 RT183     | * |
| 12603 Tanchunghee     | 1999 RF184     | Chun Ghee Tan, singapurski zmagovalec na Intelovem Mednarodnem znanstvenem in inženirskem sejmu leta 2002 (International Science and Engineering Fair ali ISEF) * |
| 12604 Lisatate        | 1999 RC194     | * |
| 12606 Apuleius        | 2043 P-L       | Lucij Apulej, rimski pisatelj in govornik † |
| 12607 Alcaeus         | 2058 P-L       | Alkej, starogrški pesnik iz 7. in 6. stoletja pr. n. št. † |
| 12608 Aesop           | 2091 P-L       | Ezop (Herodotus Aisopos of Sardes), starogrški suženj, ki si je pridobil svobodo s pripovedovanjem zgodb ( 6. stoletje pr. n. št.) † |
| 12609 Apollodoros     | 2155 P-L       | Apolodor Atenski, starogrški učenjak in stoik, pisec znanega dela Kronika † |
| 12610 Hãfez           | 2551 P-L       | Schamsoddin Mohammed Hãfez, perzijski pesnik iz 14. stoletja † |
| 12611 Ingres          | 2555 P-L       | Jean Auguste Dominique Ingres (1780 – 1867), francoski slikar † |
| 12612 Daumier         | 2592 P-L       | Honoré Daumier (1808 – 1879), francoski slikar in litograf † |
| 12613 Hogarth         | 4024 P-L       | William Hogarth (1697 – 1764), angleški slikar in graver † |
| 12614 Hokusai         | 4119 P-L       | Katsušika Hokusai (1760 – 1849), japonski rezbar in slikar † |
| 12616 Lochner         | 4874 P-L       | Stephan Lochner (1400 – 1452), nemški slikar iz mesta Köln (Kölnska šola) † |
| 12617 Angelusilesius  | 5568 P-L       | Angelus Silesius (Johannes Scheffler) (1624 – 1677), nemški baročni pesnik † |
| 12649 Ascanios        | 2035 T-3       | * |
| 12657 Bonch-Bruevich  | 1971 QO1       | eden izmed oseb, ki so se imenovale Bonch-Bruevich* |
| 12658 Peiraios        | 1973 SL        | * |
| 12659 Schlegel        | 1973 UR5       | * |
| 12661 Schelling       | 1976 DA1       | * |
| 12664 Sonisenia       | 1978 SS5       | * |
| 12670 Passargea       | 1979 SG2       | Michael Paul Oskar Passarge, nemški ljubiteljski astronom † ‡ Arhivirano 2007-09-29 na Wayback Machine. |
| 12674 Rybalka         | 1980 RL2       | * |
| 12675 Chabot          | 1980 TA4       | * |
| 12680 Bogdanovich     | 1981 JR2       | Carrie C. L. Bogdanovich, ameriški ljubiteljski astronom, ki je pomagal pri organizaciji arhiva fotografskih plošč na Palomarskem observatoriju † |
| 12682 Kawada          | 1982 VC3       | * |
| 12686 Bezuglyj        | 1986 TT11      | * |
| 12687 de Valory       | 1987 YS1       | Guy Louis Henri, Marquis de Valory, francoski aristokrat, prijatelj Voltairja † |
| 12688 Baekeland       | 1988 CK4       | Leo Baekeland (1863 – 1944), belgijsko-ameriški kemik † Arhivirano 2007-06-30 na Wayback Machine. |
| 12694 Schleiermacher  | 1989 EJ6       | Friedrich Schleiermacher (1768 – 1834), nemški teolog * |
| 12695 Utrecht         | 1989 GR3       | mesto Utrecht, sedež Univerze v Utrechtu † |
| 12696 Camus           | 1989 SF1       | Albert Camus (1913 – 1960), francoski pisatelj in filozof* |
| 12697 Verhaeren       | 1989 SK3       | Emile Verhaeren (1855 – 1916), belgijski pesnik * |
| 12701–12800           |                | |
| 12701 Chénier         | 1990 GE        | André Chénier (1762 – 1794), francoski pesnik * |
| 12704 Tupolev         | 1990 SL28      | Andrei Nikolayevich Tupolev (rusko Андрей Николаевич Туполев) (1888 – 1972), ruski začetnik letalske industrije * |
| 12708 Van Straten     | 1990 UB4       | * |
| 12709 Bergen op Zoom  | 1990 VN4       | občina in mesto Bergen op Zoom, Nizozemska † |
| 12710 Breda           | 1990 VQ5       | občina in mesto Breda, Nizozemska † |
| 12711 Tukmit          | 1991 BB        | Tukmit, oče Nebo v zgodbi stvarjenja domorodnega ameriškega ljudstva Luiseno , ki mu je Tomaijavit rodila prvega človeka † |
| 12714 Alkimos         | 1991 GX1       | Akim, mitološki sin Aresa † |
| 12715 Godin           | 1991 GR2       | Louis Godin (1704 – 1760), francoski astronom, ki je predlagal, da bi poslali ekspedicijo na ekvator in na polarno morje, da bi izmerili velikost 1° (kotne stopinje) in tako določili pravo obliko Zemlje; v letu 1753 se je z istim ciljem pridružil La Condaminu in Bouguerju na ekspediciji v Peru †                                  |
| 12716 Delft           | 1991 GD8       | Delft, Nizozemska † |
| 12718 Le Gentil       | 1991 LF1       | Guillaume Le Gentil (1725 – 1792), francoski astronom * |
| 12719 Pingré          | 1991 LP2       | Alexandre Guy Pingré (1711 – 1796), francoski astronom* |
| 12722 Petrarca        | 1991 PT1       | Francesco Petrarca (1304 – 1374), italijanski pesnik in humanist * |
| 12727 Cavendish       | 1991 PB20      | Henry Cavendish (1731 – 1810), britanski znanstvenik * |
| 12729 Berger          | 1991 RL7       | * |
| 12734 Haruna          | 1991 UF3       | * |
| 12738 Satoshimiki     | 1992 AL        | * |
| 12742 Delisle         | 1992 OF1       | Joseph-Nicolas Delisle (1688 – 1768), francoski astronom* |
| 12747 Michageffert    | 1992 YN2       | Michael Geffert, nemški astronom † |
| 12750 Berthollet      | 1993 DJ1       | Claude Louis Berthollet (1748 – 1822), francoski kemik* |
| 12751 Kamihajaši      | 1993 EU        | vas Kamihagaši, prefektura Nigata, Japonska † |
| 12753 Povenmire       | 1993 HE        | Hal and Katie Povenmire † ‡ |
| 12755 Balmer          | 1993 OS10      | Johann Jakob Balmer (1825 – 1898), švicarski matematik* |
| 12758 Kabudari        | 1993 SM3       | Kabudari ("veliko drevo" v jeziku ljudstva Aravak), domorodno ime iz področja Palavecino v državi Lara,, Venezuela † |
| 12759 Joule           | 1993 TL18      | James Prescott Joule (1818 – 1889), britanski fizik* |
| 12760 Maxwell         | 1993 TX26      | James Clerk Maxwell (1831 – 1879), škotski fizik* |
| 12761 Pauwels         | 1993 TP38      | Thierry Pauwels, belgijski astronom * |
| 12762 Nadiavittor     | 1993 UE1       | Nadia Vittor, teta Alberta Tosa, enega izmed odkriteljev † |
| 12766 Paschen         | 1993 VV4       | Friedrich Paschen (1865 – 1947), avstrijsko-nemški fizik* |
| 12769 Kandakurenai    | 1994 FF        | Kurenai Kanda, japonska igralka in poklicna pripovedovalka zgodb, članica izvršnega odbora Japonskega vesoljskega foruma † |
| 12771 Kimšin          | 1994 GA1       | Kim Šin, japonski glasbenik in igralec na sintetizatorju, njegova fzgoščenka Everlasting Space je potovala leta 2000 v vesolje na raketoplanu Discovery † |
| 12773 Lyman           | 1994 PJ10      | Theodore Lyman (1874 – 1954), ameriški fizik in spektroskopist * |
| 12774 Pfund           | 1994 PH22      | August Herman Pfund (1879 – 1949), ameriški fizik in spektroskopist * |
| 12775 Brackett        | 1994 PX22      | Frederick Sumner Brackett (1896 – 1988), ameriški fizik in spektroskopist * |
| 12776 Reynolds        | 1994 PT31      | Osborne Reynolds (1842 – 1912), irski inženir * |
| 12777 Manuel          | 1994 QA1       | * |
| 12780 Salamony        | 1995 CE1       | Sandra Noel Salamony, ameriški direktorica pri založbi Sky Publishing (revije Sky & Telescope, Night Sky, Beautiful Universe) † |
| 12782 Mauersberger    | 1995 ED9       | Rainer Mauersberger, nemški astrofizik in/ali Konrad Mauersberger, nemški raziskovalec, specialist za zemeljsko in planetarne atmosfere * |
| 12787 Abetadaši       | 1995 SR3       | Tadaši Abe, japonski ljubiteljski astronom † |
| 12788 Šigeno          | 1995 SZ3       | Toramacu Šigeno, japonski ljubiteljski astronom in odkriteljev tast † |
| 12790 Cernan          | 1995 UT2       | Eugene Andrew Cernan, ameriški astronavt † |
| 12796 Kamenrider      | 1995 WF        | * |
| 12799 von Suttner     | 1995 WF6       | Bertha Félicie Sophie von Suttner (1843 – 1914), avstrijska mirovna aktivistka in Nobelova nagrajenka † |
| 12800 Oobayashiarata  | 1995 WQ7       | * |
| 12801–12900           |                | |
| 12801 Somekawa        | 1995 XD        | * |
| 12802 Hagino          | 1995 XD1       | * |
| 12810 Okumiomote      | 1996 BV        | arheološko najdišče Okumiomote （奥三面）, severni del prefekture Nigata, Japonska, kraj je prekrila voda ob zajezitvi reke v letu 2000 † |
| 12811 Rigonistern     | 1996 CL7       | Mario Rigoni Stern (1921 – 2008), italijanski pisatelj * |
| 12812 Cioni           | 1996 CN7       | * |
| 12813 Paolapaolini    | 1996 CU8       | * |
| 12814 Vittorio        | 1996 CG9       | * |
| 12817 Federica        | 1996 FM16      | * |
| 12818 Tomhanks        | 1996 GU8       | Tom Hanks (rojen 1956), ameriški igralec * |
| 12820 Robinwilliams   | 1996 JN6       | Robin Williams (rojen 1951), ameriški igralec * |
| 12828 Batteas         | 1997 AU9       | * |
| 12833 Kamenný Újezd   | 1997 CV1       | vas Kamenný Újezd, Češka † |
| 12834 Bomben          | 1997 CB13      | * |
| 12835 Stropek         | 1997 CN13      | Václav Stropek, tehnik na Observatoriju Klet (češko Hvězdárna Kleť) |
| 12838 Adamsmith       | 1997 EL55      | Adam Smith (1723 – 1790), glavna oseba na Škotskem v obdobju prosvetljenstva, pisec dela An Enquiry into the Nature and Causes of the Wealth of Nations † |
| 12840 Paolaferrari    | 1997 GR5       | Paola Ferrari, knjižničarka mesta San Marcello Pistoiese v Italiji in darovalec za Observatorij Termini † Arhivirano 2008-08-01 na Wayback Machine. |
| 12843 Ewers           | 1997 GH27      | Dick Ewers, pilot pri Nasi * |
| 12845 Crick           | 1997 JM15      | Francis Harry Compton Crick, britanski fizik in biokemik* |
| 12846 Fullerton       | 1997 MR        | * |
| 12848 Agostino        | 1997 NK10      | * |
| 12852 Teply           | 1998 FW30      | Grant Teply, ameriški zmagovalec na Intelovem Mednarodnem znanstvenem in inženirskem sejmu leta 2002 (International Science and Engineering Fair ali ISEF) (ISEF) † Arhivirano 2009-02-08 na Wayback Machine. |
| 12855 Tewksbury       | 1998 HS32      | Carolyn Morgan Tewksbury, ameriški zmagovalec na Intelovem Mednarodnem znanstvenem in inženirskem sejmu leta 2002 (International Science and Engineering Fair ali ISEF) * |
| 12859 Marlamoore      | 1998 KK1       | Marla Hoke Moore, ameriški astronom † Arhivirano 2006-09-04 na Wayback Machine. |
| 12860 Turney          | 1998 KT32      | Shannon Quinn Turney, ameriški zmagovalec na Intelovem Mednarodnem znanstvenem in inženirskem sejmu leta 2002 (International Science and Engineering Fair ali ISEF) * |
| 12861 Wacker          | 1998 KW33      | Sarah Anne Wacker, ameriški zmagovalec na Intelovem Mednarodnem znanstvenem in inženirskem sejmu leta 2002 (International Science and Engineering Fair ali ISEF) * |
| 12863 Whitfield       | 1998 KE48      | * |
| 12866 Yanamadala      | 1998 KL65      | Vijay Yanamadala, ameriški zmagovalec na Intelovem Mednarodnem znanstvenem in inženirskem sejmu leta 2002 (International Science and Engineering Fair ali ISEF) * |
| 12867 Joëloïc         | 1998 LK2       | * |
| 12868 Onken           | 1998 MZ7       | * |
| 12870 Rolandmeier     | 1998 MK37      | * |
| 12871 Samarasinha     | 1998 ML37      | Nalin Harsha Samarasinha, ameriški astronom † Arhivirano 2006-09-04 na Wayback Machine. |
| 12872 Susiestevens    | 1998 OZ5       | Susie Stevens, ameriški učitelj, leta 2002 dobitnik nagrade na Intelovi Fundaciji za izjemne dosežke v poučevanju (Foundation Excellence in Teaching) * |
| 12873 Clausewitz      | 1998 OU7       | Carl von Clausewitz (1780 – 1831), pruski general * |
| 12874 Poisson         | 1998 QZ        | Siméon-Denis Poisson (1781 – 1840), francoski matematik, geometer in fizik* |
| 12878 Erneschiller    | 1998 QH11      | Ernest Schiller, ameriški učitelj, leta 2002 dobitnik nagrade Intelovega sklada za izjemne dosežke v poučevanju (Foundation Excellence in Teaching) * |
| 12880 Juliegrady      | 1998 QM25      | Julie Grady, ameriški učitelj, leta 2002 dobitnik nagrade Intelovega sklada za izjemne dosežke v poučevanju (Foundation Excellence in Teaching) * |
| 12881 Jepeju          | 1998 QF31      | Je Peju, kitajski učitelj, leta 2002 dobitnik nagrade Intelovega sklada za izjemne dosežke v poučevanju (Foundation Excellence in Teaching)* |
| 12895 Balbastre       | 1998 QO99      | * |
| 12896 Geoffroy        | 1998 QV102     | Étienne Geoffroy Saint-Hilaire 81772 – 1844), francoski prirodoslovec ali Isidore Geoffroy Saint-Hilaire (1805 - 18619, francoski zoolog ali Henry Geoffroy, francoski slikar* |
| 12897 Bougeret        | 1998 RY5       | Jean-Louis Bougeret, francoski astronom* |
| 12898 Mignard         | 1998 RK6       | vsak ali oba brata Pierre (1612 – 1695) in Nicolas Mignard, francoska slikarja * |
| 12901–13000           |                | |
| 12909 Jaclifford      | 1998 SK58      | * |
| 12910 Deliso          | 1998 SP59      | * |
| 12911 Goodhue         | 1998 SQ59      | * |
| 12912 Streator        | 1998 SR60      | * |
| 12916 Eteoneus        | 1998 TL15      | Etonej, sin Boeta, prenašalec orožja kralja Menelaja iz Šparte med trojansko vojno, pomagal je Odiseju, da se je vrnil domov † |
| 12923 Zephyr          | 1999 GK4       | * |
| 12926 Brianmason      | 1999 SO9       | Brian Mason, na Novi Zelandiji rojen strokovnjak za meteorite (meteoritik) in lunarni geolog (ne smemo ga zamenjati z ameriškima astronomoma Brianonm Dewitom Masonom in Brianon Scottom Masonom) |
| 12927 Pinocchio       | 1999 SU9       | Ostržek (Pinocchio), oseba iz zgodbe Carla Collodija |
| 12928 Nicolapozio     | 1999 SV9       | Nicola Pozio, ručunovodkinja pri Fundaciji Spaceguard † Arhivirano 2008-08-01 na Wayback Machine. |
| 12931 Mario           | 1999 TX10      | Mario Sposetti, oče odkritelja † |
| 12932 Conedera        | 1999 TC12      | Marina Conedera, žena odkritelja † |
| 12934 Bisque          | 1999 TH16      | * |
| 12972 Eumaios         | 1973 SF1       | * |
| 12973 Melanthios      | 1973 SY1       | * |
| 12974 Halitherses     | 1973 SB2       | * |
| 12975 Efremov         | 1973 SY5       | Jurij Nikolaevič Efremov, ruski astronom † |
| 12976 Kalinenkov      | 1976 QK1       | * |
| 12978 Ivashov         | 1978 SD7       | * |
| 12979 Evgalvasil'ev   | 1978 SB8       | Evgenij Aleksandrovič Vasiljev, ukrajinski vzgojitelj, ustanovitelj mladinskega tabora "Lesnoj" na Krimu † |
| 12984 Lowry           | 1979 QF2       | Stephen C. Lowry, irski astronom † Arhivirano 2007-06-24 na Wayback Machine. |
| 12999 Toruń           | 1981 QJ2       | mesto Toruń, Poljska, rojstni kraj Nikolaja Kopernika, stari del mesta spada k Uneskovi svetovni dediščini, univerza v mestu vključuje največji observatorij na Poljskem † |

| Predhodnik: 11000–12000 | Pomeni imen asteroidov Seznam asteroidov (12001-12250) Seznam asteroidov (12251-12500) Seznam asteroidov (12501-12750) Seznam asteroidov (12751-13000) | Naslednik: 13001–14000 |